# Gabriel de Hédouville
Pour les articles homonymes, voir Hédouville.
Gabriel Marie Théodore Joseph, comte d'Hédouville (27 juillet 1755 à Laon - 30 mars 1825 à Vaugrigneuse, Seine-et-Oise), était un militaire, diplomate et homme politique français des XVIIIe et XIXe siècles.

## Biographie
Gabriel Marie Théodore Joseph de Hédouville naît le 27 juillet 1755 dans la petite ville de Laon (auj. dans l'Aisne). Son père, ancien officier d'infanterie et chevalier de Saint-Louis, qui a pris part à toutes les guerres du règne de Louis XV en Flandre et en Hongrie, est chef de la branche aînée de la famille de Hédouville originaire du Vexin français, maintenue noble en 1668 et 1669 sur preuves de noblesse depuis 1553,. Sa famille était « une des plus honorables du pays ».
Le jeune Gabriel, élève au collège militaire de La Flèche, puis page de la reine Marie Leszczyńska, entre en 1769 à l'École militaire de Paris, et obtient le 6 juillet 1773 une sous-lieutenance au 16e régiment de dragons (ou dans les dragons de Languedoc,). Il vient de passer lieutenant lorsque éclate la Révolution française.

### Général de la Révolution française

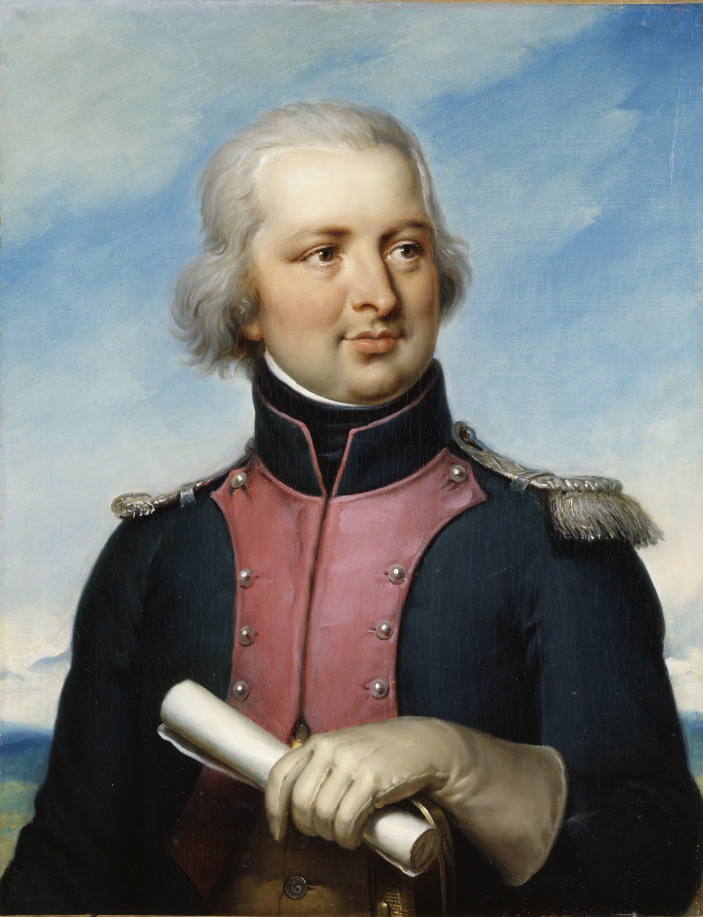
Gabriel-Marie-Théodore-Joseph Hédouville, capitaine au 6e de chasseurs à cheval en 1792, huile sur toile de Paulin Guérin, 1835, château de Versailles.

Le jeune officier pense que sa place est sous les drapeaux de la France et il refuse de suivre ses camarades dans l'émigration.
Capitaine adjoint aux adjudants-généraux en 1792, il conquiert sur le champ de bataille de Valmy « l'estime du général en chef » et est nommé Adjudant-général Chef de brigade le 1er octobre 1792. Le 8 mars 1793, il est élevé au grade de général de brigade, et envoyé en qualité de chef d'état-major à l'armée de la Moselle.
Employé en Hollande, il se signale notamment aux batailles de Warwick, de Comines et de Menin.
Du 5 au 8 septembre 1793 à la tête d'un corps de 10 000 hommes qui forme l'avant-garde de l'armée, il s'empare de Poperingue, et le même jour, par des prodiges de valeur, surtout par une célérité « qui semble tenir du miracle », il chasse les Autrichiens du poste important de Wlæmertingue. Il termine la campagne par un brillant fait d'armes ; mais le temps des récompenses et de l'avancement est passé pour lui.
Ses services nouveaux fournissent au contraire un prétexte à sa destitution. Voici le fait et le récit qu'en donne le Républicain français, journal de l'époque :

« L'armée de la Moselle a livré bataille aux coalisés pendant les « journées des 28 et 29 octobre, » ; le citoyen général Hoche, qui commande cette armée, a été obligé, après deux jours de combat dans les plaines de Kayserlautern, d'abandonner le champ de bataille, faute de munitions de guerre, et de battre en retraite sur Bliscastel. Il a été protégé dans sa retraite par le sang-froid du général Hédouville, son chef d'état-major, qui chargea, à la tête du 3e régiment de cavalerie, contre les hussards prussiens au moment où ces derniers venaient de culbuter une partie de leur propre infanterie pour tomber sur les débris de nos bataillons qui avaient beaucoup souffert à l'attaque d'une redoute qui flanquait l'aile gauche de l'armée ennemie. Cette charge fut exécutée avec tant d'à-propos et de courage, que l'ennemi ne put la maintenir ; il fut refoulé, et le général Hoche put rallier ce qui restait de nos braves cohortes. On vient de récompenser le citoyen Hedouville de sa belle conduite, en le destituant de son commandement, sous le prétexte qu'il n'a pas suivi le plan d'attaque concerté par les représentans à Cambrai. Il n'est plus permis à nos braves défenseurs de vaincre sans les plans des membres de la Convention. »

Mais le véritable motif de la destitution du général, prononcée par les représentants Levasseur et Bentabolle, se trouve plutôt dans le décret de l'Assemblée qui excluait les anciens nobles de tous les emplois civils et militaires.
Le général, arrêté à Blieskastel et conduit à Paris où, devenu suspect, il est enfermé pendant 9 mois à la prison de l'Abbaye en attendant d'être jugé par le tribunal révolutionnaire, comme accusé d'avoir compromis les intérêts de la nation par les ordres qu'il avait donnés. C'était à cette époque un véritable arrêt de mort : il y échappe néanmoins, le tribunal révolutionnaire l'ayant acquitté le 16 janvier 1794, attendu dirent ses juges, qu'il n'a pas agi criminellement et par trahison.

#### 1recampagne en Vendée
La réaction thermidorienne le rend alors à l'activité avec son ancien grade de chef d'état-major général de l'armée des côtes de Cherbourg, commandée par Aubert du Bayet. Là, il a à combattre les royalistes de la Bretagne et de l'Anjou, et il déploie ce caractère de conciliation et de loyauté qui le fait considérer plus tard comme l'un des principaux pacificateurs des départements de l'ouest. Le 25 octobre de la même année, il reçoit les lettres de la Convention qui lui confère le grade de général de division et le commandement en chef de l'armée des côtes de Brest.
Bientôt après, il est appelé à remplacer le général Chérin dans l'emploi de chef d'état-major des trois armées dites « des côtes de Brest, de Cherbourg et de l'Ouest ». Il remplit ces fonctions sous les ordres du général Hoche, depuis le mois de février 1796 jusqu'à l'entière pacification de la Vendée, à laquelle il prend une part glorieuse. C'est en reconnaissance des services qu'il rend en cette occasion que le Directoire exécutif lui accorde une carabine et une paire de pistolets d'honneur de la manufacture d'armes de Versailles, et lui fait don de trois magnifiques chevaux.
Il commande en chef les 12e, 13e et 14e divisions militaires lorsque le 4 juillet 1797, il reçoit sa nomination d'agent civil et militaire du gouvernement de Saint-Domingue, en remplacement de Santhonax.

#### Saint-Domingue

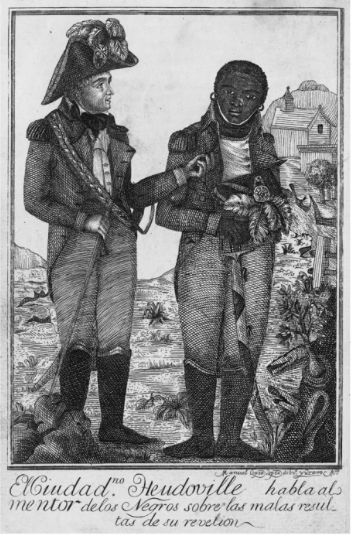
Le général Hédouville et Toussaint Louverture

La révolte à Saint-Domingue fait jeter les yeux sur le général de Hédouvile comme l'homme le plus propre à rétablir l'ordre dans cette colonie et à faire rentrer les insurgés dans l'obéissance. Il y est donc envoyé en 1798 en qualité de « commissaire extraordinaire » (ou « délégué général »).
Hédouville s'embarque à Brest avec 200 hommes d'infanterie et 25 chasseurs qui n'ont pas de chevaux, emportant avec lui 120 000 francs qui lui servent à faire toutes les dépenses de son administration pendant les sept mois qu'il passe dans cette colonie sans jamais rien prendre sur les fonds coloniaux.
Mais Hédouville ne connaissait pas le pays, et ses mesures sont contrariées par l'influence des Anglais et par les chefs des noirs. Quant à son influence, elle n'est pas assez grande pour combattre celle du général Toussaint Louverture. Les commissaires du gouvernement, qui sont les premiers agitateurs parce qu'ils ont intérêt à entretenir le désordre, s'entendent pour paralyser les efforts du général français ; aussi, le jour où Toussaint-Louverture vient à la tête de 20 000 hommes poser le siège devant le Cap Français, Hedouville se détermine à évacuer cette ville et même la colonie : ce n'est pas avec 300 ou 400 hommes qu'il peut résister à cette avalanche d'esclaves émancipés ; et loin d'être à même de protéger les colons, il ne peut plus que compromettre leur sûreté. Après quelques mois d'efforts inutiles, Hédouville se voit contraint de se rembarquer et de revenir en France.
Revenu en métropole, le Directoire le récompense de sa probité, de sa prudence, du soin qu'il a mis à conserver la vie des hommes qui sont sous ses ordres, en le nommant au mois de nivôse an VII, commandant supérieur des 1re, 15e et 16e divisions militaires.
Employé comme inspecteur général, Hédouville ne craint pas de se compromettre en prenant sur lui de suspendre l'exécution de deux émigrés que le gros temps avait fait échouer à la côte[réf. nécessaire]. Ils marchent au supplice quand le général de Hédouville intervient, s'oppose à leur exécution, et par de vives instances auprès du Directoire, parvient à obtenir l'annulation du jugement qui les condamne.

#### 2ecampagneen Vendée

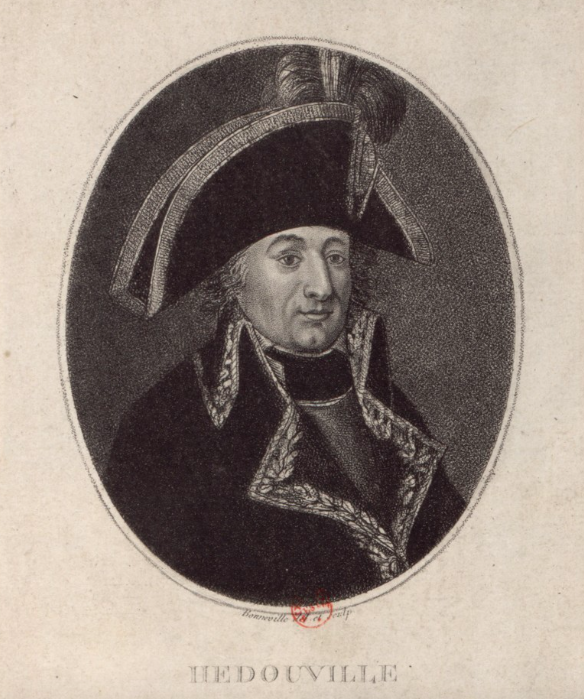
Gabriel de Hédouville, général en chef de l'armée de l'Ouest

Bientôt cependant, une nouvelle prise d'armes dans la Vendée rappela le général Hédouville au commandement de l'armée de l'Ouest. Au mois d'octobre 1799, les royalistes de l'ouest voulurent tenter de nouveaux efforts en faveur de la cause royaliste et coururent aux armes. Le directoire alarmé s'empresse d'envoyer le général de Hédouville dans ces contrées en qualité de général en chef. Celui-ci, qui a peu de troupes sous ses ordres, et qui ressent une vive répugnance pour cette guerre et les cruautés dont elle est accompagnée, dirige toutes ses vues vers les négociations. Il parvient d'abord à obtenir une suspension d'hostilités sur la rive gauche de la Loire, puis à déterminer les chefs du parti royaliste à se rendre auprès de Napoléon qu'ils disent disposé à rétablir l'ancienne monarchie des Bourbons.
Ils s'y rendent en effet : Bonaparte se garde bien de les désabuser, et peu de jours après, il les fait arrêter. On ne peut cependant accuser Hédouville d'avoir sciemment trempé dans ce guet-apens, après lequel les hostilités recommencent. Mais Hédouville sait déterminer la rive droite de la Loire à accepter la paix ; il parvient ainsi à isoler les autres chefs de l'ouest, et à les contraindre d'accéder à la pacification pour ne pas s'exposer à lutter seuls contre toutes les forces consulaires.
La Vendée est déjà pacifiée lorsqu'il est remplacé par le général Brune, auprès duquel il reste en qualité de chef d'état-major. Quoiqu'il ait le même grade que son nouveau chef, l'ancienneté des services de celui-ci et les commandements dont il a été chargé, placent tout naturellement Hédouville sous ses ordres. Le 28 nivôse an VII, tous les chefs vendéens (Sapinaud de La Rairie, La Roche Saint-André, , etc.) ont déposé les armes et signé la paix de Montfaucon.
Le 20 janvier 1800, la ville d'Angers défère une couronne à Hédouville, en reconnaissance des services rendus par lui à ce « malheureux pays ».

### Ministre plénipotentiaire en Russie
« Le général a besoin de réunir les talents du diplomate à ceux de l'homme de guerre. C'est aussi à la réunion de ce double mérite qu'Hédouville a dû, à deux époques différentes, ses succès dans la guerre de la Vendée. »

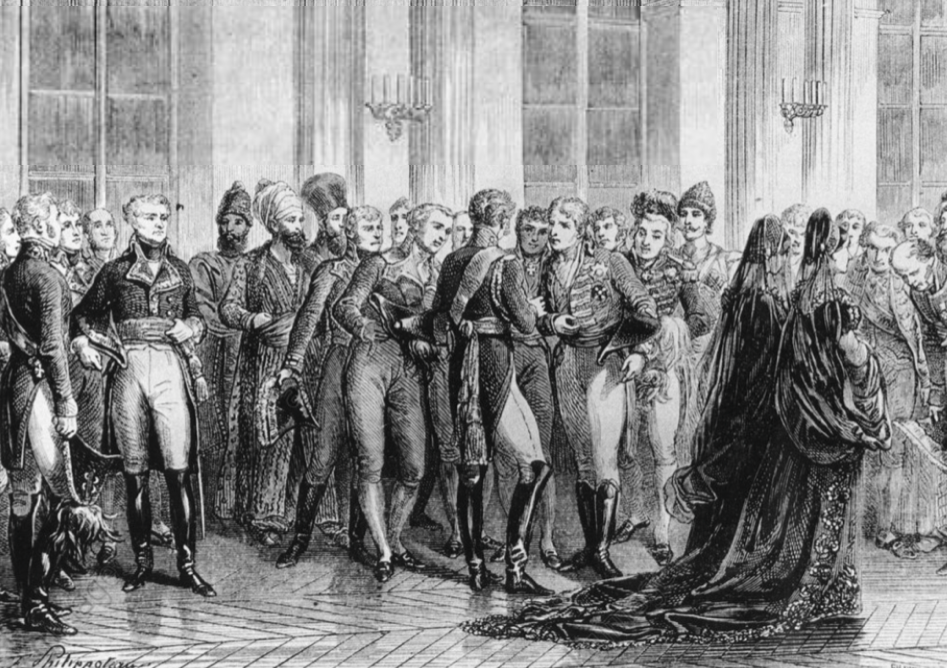
Le général de Hédouville, ministre plénipotentiaire en Russie à une réception diplomatique du tsar Alexandre

Aussi à la fin de celle-ci, le nouveau chef du gouvernement, le général Bonaparte, le nomme ministre plénipotentiaire en Russie de 1801 à 1804.
Hédouville réside trois ans en Russie et il s'y trouve encore quand y arrive la nouvelle de la mort du duc d'Enghien. S'étant ce jour-là même rendu à la cour sans savoir la nouvelle, il est fort étonné d'y voir tout le monde en deuil et la famille impériale très triste ; lui seul parait gai et dans son costume ordinaire. Il demande la cause d'un pareil changement ; quand il l'a apprise, il se hâte de s'éloigner.
Rappelé peu de temps après à Paris, l'Empereur estimant que le général s'est acquitté de sa mission avec habileté, le nomme membre de la Légion d'honneur le 9 vendémiaire an XII ; il le fait grand officier de l'Ordre le 25 prairial suivant, et son ministre plénipotentiaire près de la confédération du Rhin.

### Sénateur de l'Empire
Le 12 pluviôse an XIII, Hédouville prend place dans le Sénat conservateur, et Napoléon qui aime à voir figurer l'ancienne noblesse dans la « domesticité impériale », « lui accorde la clé » de chambellan. Depuis l'an XIII, le général d'armée s'efface devant le diplomate et le chambellan. Le 17 prairial an XIII, il est chargé en qualité d'ambassadeur extraordinaire dans les duchés de Lucques et de Piombino, d'installer le prince qui a autrefois gouverné le pays[réf. à confirmer]. Il accompagne ensuite l'impératrice Joséphine à Strasbourg et à Munich, et il reçoit, comme ministre plénipotentiaire, les compliments de l'archevêque de Cologne (électeur archichancelier du Saint-Empire romain germanique). Cependant il fait, comme général de division, la campagne d'Autriche et d'Austerlitz, et devient gouverneur de Linz, capitale de la Haute-Autriche, pendant l'occupation de cette ville par l'armée française.
En 1806, il accompagne dans ses États le prince héréditaire de Bade qui s'est rendu à Paris par ordre de l'Empereur. Premier chambellan de Jérôme Bonaparte en 1806, Hédouville accompagne ce nouveau roi de Westphalie, pendant cette même année et la suivante, comme chef d'état-major du corps d'armée aux ordres du souverain dans sa courte campagne de Silésie. L'Empereur l'autorise à cette époque à porter les ordres du Lion de Bavière et de la Fidélité de Bade.
Chargé, après cette campagne, du commandement de Bayonne, il y demeure jusqu'à la paix de 1809, et est envoyé alors comme ministre plénipotentiaire auprès du grand-duc de Francfort. Hédouville reçoit le titre de comte de l'Empire conformément à l'article 4 du décret du 1er mars 1808. Il obtient en 1810 la sénatorerie de Rome.

### Membre de laChambre des pairs
En avril 1814, le général de Hédouville se trouve à Paris lors du renversement de l'Empire, et il est du nombre des sénateurs qui votent la déchéance de Napoléon Ier. Louis XVIII, le 4 juin, paie son nouveau serment par la pairie et par la croix de Saint-Louis.
À l'écart pendant les Cent-Jours, il reprend, après le retour de Gand, sa place à la Chambre haute, où il vote pour la mort dans le procès du maréchal Ney.
Le 2 mai 1818, la Cour royale de Paris entérine les lettres patentes qui lui « conféraient » (confirment) son titre de comte. Dans le courant de la même année, il est chargé de régler les prétentions de la France avec le grand-duché de Varsovie ; il ne rentre en France qu'en 1819.
Ses infirmités l'empêchent d'assister régulièrement aux séances de la Chambre haute et il meurt le 30 mars 1825 dans son château de la Fontaine-aux-Cossons à Vaugrigneuse, acheté en 1799. Sa tombe est au cimetière de Vaugrigneuse. Il y a eu une confusion sur son lieu de décès (entre les domaines de la Fontaine à Brétigny-sur-Orge et celui de la Fontaine-aux-Cossons à Vaugrigneuse).
Son éloge est prononcé à la Chambre des pairs le 10 juin, par M. le comte de Bourmont, qui a combattu longtemps contre lui dans la Vendée.
Il a deux fils de son mariage en 1799, avec Charlotte Ernestine de Courbon-Blénac : Charles Théodore Ernest (1809-1890), comte d'Hédouville, pair de France, mort sans postérité et Hippolyte (1811-1859). Sa postérité en ligne masculine s'éteint en 1935 avec son petit-fils François de Hédouville, capitaine de cavalerie puis prêtre.

## État des services
- Lieutenant (10 mai 1788) ;
- Capitaine (25 janvier 1792) ;
- Adjudant-général (2 juin 1792) ;
- Adjudant-général chef de brigade (1er octobre 1792) ;
- Général de brigade (8 mars 1793) ;
- Chef d'état-major de l'armée de la Moselle (8 mars 1793 - 3 décembre 1793) ;
- Suspendu (1er juin 1793) ;
- Réintégré (8 août 1793) ;
- Suspendu mais maintenu en fonction (24 septembre 1793) ;
- En prison (3 septembre 1793 - 12 août 1794) ;
- Admis en retraite (7 septembre 1794) ;
- Réintégré dans son grade (19 avril 1795) ;
- Chef d'état-major de l'armée des côtes de Cherbourg (23 avril 1795 - 24 décembre 1795) ;
- Général de division (26 novembre 1795) ;
- Général en chef (11 décembre 1795 - 5 janvier 1796) ;
- Commandant en chef de l'armée des côtes de Brest (11 décembre 1795 (effectif le 24 décembre 1795) - 5 janvier 1796) ;
- Chef d'état-major de l'armée de l'Ouest (5 janvier 1796 - 2 septembre 1796) ;
- Commandant de la 13e division militaire (Rennes) (2 septembre 1796 - 4 juillet 1797) ;
- Commandant des 12e et 14e divisions militaires (22 septembre 1796 - 4 juillet 1797) ;
- Agent civil et militaire à Saint-Domingue (4 juillet 1797 (effectif le 27 mars 1798) - 22 octobre 1798) ;
- Commandant supérieur des 1re, 15e et 16e divisions militaires (21 août 1799 - 15 novembre 1799) ;
- Général en chef (3 novembre 1799 - 16 janvier 1800) ;
- Commandant en chef de l'armée d'Angleterre (3 novembre 1799 (effectif le 15 novembre 1799) - 16 janvier 1800) ;
- Chef d'état-major de l'armée de l'Ouest (13 janvier 1800 - 27 avril 1800) ;
- Général en chef (27 avril 1800 - 2 mai 1800) ;
- Commandant en chef de l'armée de l'Ouest (27 avril 1800 - 3 mai 1800) ;
- Chef d'état-major de l'armée de l'Ouest (3 mai 1800 - 9 décembre 1800) ;
- Commandant de la 13e division militaire (Pontivy) (9 décembre 1800 - 24 juillet 1801) ;
- Inspecteur d'infanterie dans les 12e, 13e et 22e divisions militaires (24 juillet 1801 - 9 février 1803) ;
- Ministre plénipotentiaire en Russie (9 février 1803 - 14 mai 1804) ;
- Sénateur (1er février 1805 - 1814) et chambellan de l'Empereur ;
- Gouverneur de Linz (4 décembre 1805 - 8 octobre 1806) ;
- Chef d'état-major du 9e corps de la Grande Armée (8 octobre 1806 - 15 août 1807) ;
- Réadmis en retraite (15 août 1807) ;
- Commandant de la 11e division militaire (Bayonne) (28 mars 1809 - 1er juin 1810).

## Titres
- Comte Hédouville et de l'Empire (lettres patentes du mai 1808, Bayonne) ;
- Pair de France[11] :
  - Pair « à vie » par l'ordonnance du 4 juin 1814,
  - Titre de comte-pair héréditaire le 31 août 1817, (lettres patentes du 20 décembre 1817, sans institution de majorat de pairie).

## Distinctions
- Légion d'honneur[12] :
  - Légionnaire (9 vendémiaire an XII : 2 octobre 1803), puis,
  - Grand officier de la Légion d'honneur (25 prairial an XII : 14 juin 1804) ;
- Chevalier de Saint-Louis (27 juin 1814) ;

 Royaume de Bavière
- Chevalier de l'Ordre du Lion (vers 1806) ;

 Grand-duché de Bade
- Grand'croix de l'Ordre de la Fidélité (vers 1806).

## Armoiries
| Figure | Blasonnement |
|        | Armes de la famille de Hédouville D'or au chef d'azur chargé d'un lion léopardé d'argent, lampassé de gueules,. Supportsdeux lions au naturel. Devise« Totum pro Deo et Rege, ».                                                     |
|        | Armes du comte Hédouville et de l'Empire Coupé d'azur et d'or, « l'argent » [l'azur] parti à dextre du quartier des comtes sénateurs et chargé à sénestre d'un lion léopardé d'argent lampassé de gueules - Livrées : bleu et jaune. |
|        | Armes du comte de Hédouville, pair de France D'or au chef d'azur chargé d'un lion léopardé d'argent, lampassé de gueules. |

## Hommages, honneurs, mentions

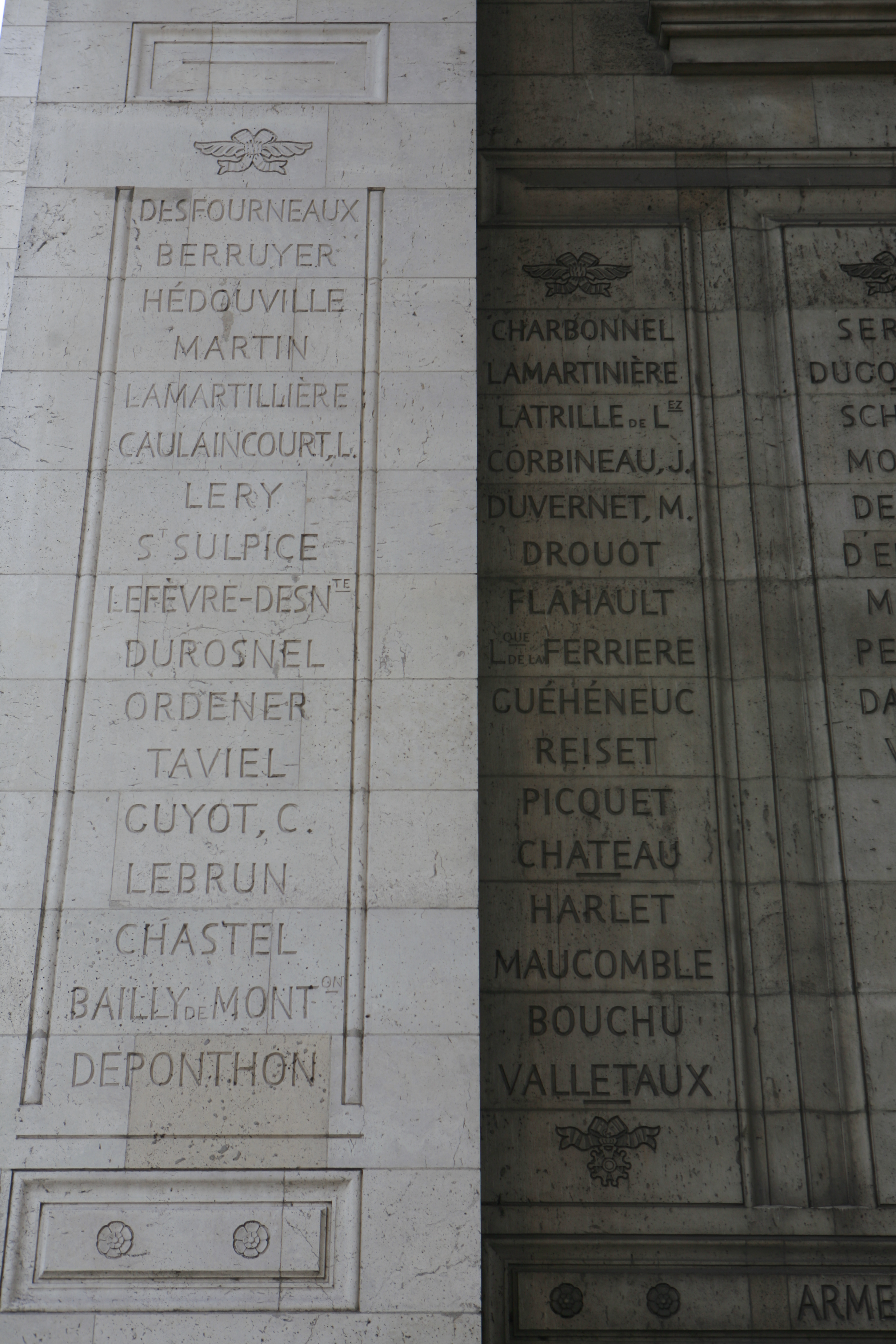
Noms gravés sous l'arc de triomphe de l'Étoile : pilier Ouest, 31e et.

- Le nom de HÉDOUVILLE est gravé au côté Ouest (31e colonne) de l'arc de triomphe de l'Étoile, à Paris ;